# Remplaçant au cricket
Au cricket, le remplaçant (en Anglais, substitute) est un joueur qui peut être utilisé lorsque l'un de ses coéquipiers est blessé, mais seulement pour un rôle restreint. Son utilisation est régie par la loi 2 des Lois du cricket.

## Rôle
Au cricket, un remplaçant peut être amené à jouer dans deux situations. Lorsqu'un batteur est blessé mais qu'il peut continuer à taper la balle mais pas à courir entre les wickets, le remplaçant peut courir à sa place.
Lorsque son équipe est dans le champ, le remplaçant peut rentrer à la place d'un coéquipier blessé. Cependant, il ne peut ni lancer la balle, ni jouer le rôle de gardien de guichet, ni celui de capitaine.